# Zona mesopelagica

Zone pelagiche

La zona mesopelagica (dal greco μέσον, «mezzo»; detta anche zona mediopelagica o zona crepuscolare) è la zona pelagica estesa tra i 200 e i 1000 metri di profondità sotto il livello del mare. È situata tra la zona epipelagica fotica e quella batipelagica afotica, dove la luce è assente del tutto. Sebbene un po' di luce riesca a raggiungere queste profondità, non è sufficiente per consentire la fotosintesi. Sebbene la temperatura vari meno a qualsiasi altezza rispetto alla zona epipelagica, la zona mesopelagica è sede del termoclino e le temperature variano dagli oltre 20 °C della parte superiore ai 4 °C del confine con la zona batipelagica. Vivono qui animali come pesci spada, calamari, anguille lupo, seppie e altre creature semi-abissali. Inoltre, vi giunge abbastanza luce per rendere fluorescenti alcuni animali, come il gattuccio reticolato. Lo strato riflettente profondo è quasi sempre situato in questa zona.